# Marasmius micraster
Marasmius micraster är en svampart som beskrevs av Petch 1948. Marasmius micraster ingår i släktet Marasmius och familjen Marasmiaceae.   Inga underarter finns listade i Catalogue of Life.